# Robert Shane Kimbrough
Robert Shane Kimbrough (Killeen, Texas, 1967. június 4. –) amerikai űrhajós, ezredes.

## Életpálya
1989-ben az Egyesült Államok Katonai Akadémiáján repülőmérnöki oklevelet szerzett. 1989-től helikopter pilóta jogosítvánnyal rendelkezik. Részt vett az Öbölháborúban és a Sivatagi Vihar hadműveletekben. 1998-ban a Georgia Institute of Technology keretében megvédte diplomáját.
Tagja volt az STS–107 katasztrófáját követő első, 2000 szeptemberében toborzott űrhajós csoportnak. 2004. május 6-tól a Lyndon B. Johnson Űrközpontban részesült űrhajóskiképzésben. Egy űrszolgálata alatt összesen 15 napot, 20 órát, 29 percet és 37 másodpercet (380 óra) töltött a világűrben. Két űrséta (kutatás, szerelés) alatt összesen 12 órát és 52 percet töltött a világűrben. Az Űrhajózási Iroda megbízásából a Robotics Branch Chief keretében tevékenykedik.

## Űrrepülések
STS–126 az Endeavour űrrepülőgép 22. repülésének küldetésfelelőse. Fő feladat személyzet- és logisztikai árú (víz, élelmiszer, ruházat, személyes tárgyak, orvosi- eszközök, berendezések, kutatási- kísérleti anyagok és eszközök) szállítása. Hat főre bővítették az ISS -en dolgozó űrhajósok számát. Második űrszolgálata alatt összesen 15 napot, 20 órát, 29 percet és 37 másodpercet (380 óra) töltött a világűrben. 10 645 986 kilométert (6 615 109 mérföldet) repült, 251 alkalommal kerülte meg a Földet.